# Barbara Frenz

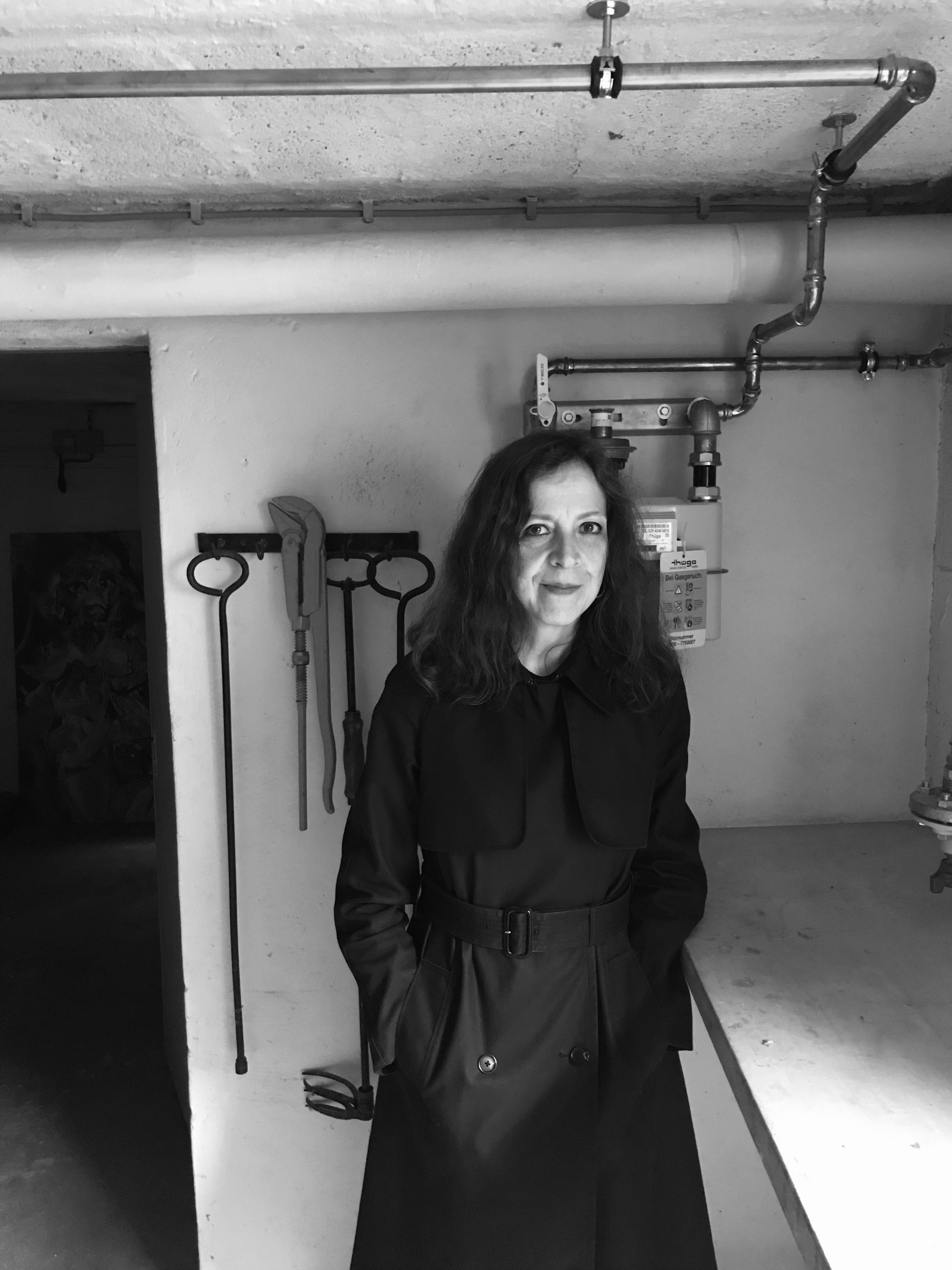
Barbara Ina Frenz, 2024

Barbara Ina Frenz (* 19. September 1961 in Zürich) ist eine deutsche Historikerin und Autorin.

## Leben
Barbara Frenz studierte von 1982 bis 1989 Geschichte, Philosophie und Kunstgeschichte an der Universität Frankfurt am Main. 1996 wurde sie in Frankfurt mit einer Arbeit über Gleichheitsdenken in mittelalterlichen deutschen Städten promoviert. Von 1989 bis 1999 war sie wissenschaftliche Mitarbeiterin an den Universitäten Frankfurt am Main und Würzburg. 2000 absolvierte sie einen Werbetexter-Lehrgang und ist seit 2001 als Texterin in der Kommunikationsbranche tätig. Sie schreibt Lyrik und zur Geschichte der Jazzmusik.
2015 veröffentlichte sie unter dem Titel Music to Silence to Music eine Biografie über den US-amerikanischen Jazzmusiker und Poeten Henry Grimes, das Vorwort dazu schrieb Sonny Rollins. 2016 war das Buch nominiert für die Association for Recorded Sound Collections Awards for Excellence in Historical Recorded Sound Research.
Historiografische Schwerpunkte: Europäisches Mittelalter, urbanes Leben, politische und soziale Ideen, Konfliktregelung, Normierung, Sprachgebrauch (Schwerpunkte von 1999-2012); soziale Emanzipation (Schwerpunkt seit 1999); Jazz (Schwerpunkt seit 2006).
Barbara Frenz lebt in Frankfurt am Main. Sie ist eine Urenkelin des Malers Alexander Frenz.

## Werke (Auswahl)
- Gleichheitsdenken in deutschen Städten des 12. bis 15. Jahrhunderts. Geistesgeschichte, Quellensprache, Gesellschaftsfunktion (= Städteforschung, Reihe A: Darstellungen Bd. 52). Böhlau Verlag, Köln, Weimar, Wien 2000, ISBN 3-412-11099-X (Zugleich: Frankfurt (Main), Universität, Dissertation, 1996).
- Frieden, Rechtsbruch und Sanktion in deutschen Städten vor 1300. Mit einer tabellarischen Quellenübersicht nach Delikten und Deliktgruppen. Mit einem Vorwort von Gerhard Dilcher (= Konflikt, Verbrechen und Sanktion in der Gesellschaft Alteuropas. Symposien und Synthesen Bd. 8). Böhlau Verlag, Köln, Weimar, Wien 2003, ISBN 3-412-04203-X.
- Als sie so vor ihm stand in ihrer grünen Cordjacke. Gedichte. Mit Zeichnungen von Thomas Rösch. Passagen Verlag, Wien 2010,  ISBN 978-3-85165-946-7.
- Music to Silence to Music. A Biography of Henry Grimes (translated from German by J. Bradford Robinson). Foreword by Sonny Rollins. Northway Books, London 2015, ISBN 9780992822255.
- Feuer Wahn Zen. 41 Gedichte. Mit Zeichnungen von Thomas Rösch. Passagen Verlag, Wien 2017, ISBN 978-3-7092-0253-1.
- durch Gelände daran vorbei folge ich etwas ohne Stimme. Gedichte. Mit Zeichnungen von Thomas Rösch. Passagen Verlag, Wien 2025, ISBN 978-3-7092-0618-8.